# 利群醫院
利群醫院是中華人民共和國上海市普陀區的一個二级甲等综合性医院，占地面积2.11万平方米，建筑面积2.67万平方米。
最初名為上海市纱厂医院（上海市纱厂联合医院），成立於1952年7月，原址位於江宁路1017号。1965年7月更名为利群医院，2001年醫院從江宁路1017号搬遷至桃浦路910号。